# 2008年北京オリンピックのアメリカ合衆国選手団
2008年北京オリンピックのアメリカ合衆国選手団（2008ねんペキンオリンピックのアメリカがっしゅうこくせんしゅだん）は、2008年8月8日から8月24日にかけて中国の北京を主として開催された2008年北京オリンピックのアメリカ合衆国選手団、およびその競技結果。

## 概要
今大会は金メダル36個、銀メダル39個、銅メダル37個の合計112個のメダルを獲得した。
競泳では、マイケル・フェルプスが200m自由形、100mバタフライ、200mバタフライ、200m個人メドレー、400m個人メドレー、4×100m自由形リレー、4×200m自由形リレー、4×100mメドレーリレーの8種目全てで金メダルを獲得し、史上最多の8冠を達成した。

## メダル
| メダル | 選手名 | 競技             | 種目                             |
| ------ | --- | ---------------- | -------------------------------- |
| 金     | ラショーン・メリット | 陸上             | 男子400m                         |
| 金     | アンジェロ・テイラー | 陸上             | 男子400mハードル                 |
| 金     | ラショーン・メリット アンジェロ・テイラー デービッド・ネビル ジェレミー・ウォリナー | 陸上             | 男子4×400mリレー                 |
| 金     | ブライアン・クレイ | 陸上             | 男子十種競技                     |
| 金     | ドーン・ハーパー | 陸上             | 女子100mハードル                 |
| 金     | メアリー・ワインバーグ アリソン・フェリックス モニーク・ヘンダーソン サーニャ・リチャーズ | 陸上             | 女子4×400mリレー                 |
| 金     | ステファニー・ブラウン・トラフトン | 陸上             | 女子円盤投                       |
| 金     | マイケル・フェルプス | 競泳             | 男子200m自由形                   |
| 金     | アーロン・ピアソル | 競泳             | 男子100m背泳ぎ                   |
| 金     | ライアン・ロクテ | 競泳             | 男子200m背泳ぎ                   |
| 金     | マイケル・フェルプス | 競泳             | 男子100mバタフライ               |
| 金     | マイケル・フェルプス | 競泳             | 男子200mバタフライ               |
| 金     | マイケル・フェルプス | 競泳             | 男子200m個人メドレー             |
| 金     | マイケル・フェルプス | 競泳             | 男子400m個人メドレー             |
| 金     | マイケル・フェルプス ギャレット・ウェーバー カレン・ジョーンズ ジェイソン・レザック ネイサン・エイドリアン ベン・ワイルドマン＝トブライナー マシュー・グレバーズ | 競泳             | 男子4×100m自由形リレー           |
| 金     | マイケル・フェルプス ライアン・ロクテ リッキー・ベレンズ ピーター・バンダーカーイ デビッド・ウォルターズ エリク・ベント クリート・ケラー | 競泳             | 男子4×200m自由形リレー           |
| 金     | アーロン・ピアソル ブレンダン・ハンセン マイケル・フェルプス ジェイソン・レザク マシュー・グレイバーズ マーク・ギャングロフ イアン・クロッカー ギャレット・ウェーバー | 競泳             | 男子4×100mメドレーリレー         |
| 金     | ナタリー・コーグリン | 競泳             | 女子100m背泳ぎ                   |
| 金     | レベッカ・ソニ | 競泳             | 女子200m平泳ぎ                   |
| 金     | ホープ・ソロ ヘザー・ミッツ クリスティ・ランポーン レイチェル・ビューラー リンジー・タープリー ナターシャ・カイ シャノン・ボックス エイミー・ロドリゲス ヘザー・オライリー アリー・ワグナー カーリー・ロイド ローレン・チェニー トビン・ヒース ステファニー・コックス ケイト・マークグラフ アンジェラ・ハックルズ ロリ・チャラプニー ニコル・バーンハート | サッカー         | 女子                             |
| 金     | ビーナス・ウィリアムズ セリーナ・ウィリアムズ | テニス           | 女子ダブルス                     |
| 金     | エリン・カフェロ リンゼイ・シュープ アナ・グッデール エル・ローガン アン・カミンズ スーザン・フランシア キャロライン・リンド カリン・デイビース メアリー・ウィップル | ボート           | 女子エイト                       |
| 金     | ロイ・ボール ショーン・ルーニー デビッド・リー リチャード・ランボーン ウィリアム・プリディ ライアン・ミラー ライリー・サーモン トーマス・ホフ クレイトン・スタンリー ケビン・ハンセン ガブリエル・ガードナー スコット・タウジンスキー | バレーボール     | 男子                             |
| 金     | フィル・ダルハウザー トッド・ロジャース | ビーチバレー     | 男子                             |
| 金     | ケリー・ウォルシュ ミスティ・メイトレーナー | ビーチバレー     | 女子                             |
| 金     | ナスティア・リューキン | 体操             | 女子個人総合                     |
| 金     | ショーン・ジョンソン | 体操             | 女子平均台                       |
| 金     | カルロス・ブーザー ジェイソン・キッド レブロン・ジェームズ デロン・ウィリアムス マイケル・レッド ドウェイン・ウェイド コービー・ブライアント ドワイト・ハワード クリス・ボッシュ クリス・ポール テイショーン・プリンス カーメロ・アンソニー | バスケットボール | 男子                             |
| 金     | サイモン・オーガスタス デリシャ・ミルトン＝ジョーンズ スー・バード キャンデース・パーカー タミカ・キャッチングズ キャッピー・ポンデクスター シルビア・ファウルス ケイティ・スミス カーラ・ローソン ダイアナ・トーラジ リサ・レスリー ティナ・トンプソン | バスケットボール | 女子                             |
| 金     | ヘンリー・セジュード | レスリング       | 男子フリースタイル55kg級         |
| 金     | アナ・タニクリフ | セーリング       | 女子レーザーラジアル級           |
| 金     | クリスティン・アームストロング | 自転車           | 女子個人タイムトライアル         |
| 金     | マクレーン・ワード ローラ・クロート ウィル・シンプソン ビージー・マッデン | 馬術             | 障害馬術団体                     |
| 金     | マリエル・ザグニス | フェンシング     | 女子サーブル個人                 |
| 金     | ビンセント・ハンコック | 射撃             | 男子スキート                     |
| 金     | ウォルトン・エラー | 射撃             | 男子ダブルトラップ               |
| 銀     | ショーン・クロフォード | 陸上             | 男子200m                         |
| 銀     | ジェレミー・ウォリナー | 陸上             | 男子400m                         |
| 銀     | デビッド・ペイン | 陸上             | 男子110mハードル                 |
| 銀     | カーロン・クレメント | 陸上             | 男子400mハードル                 |
| 銀     | クリスチャン・キャントウェル | 陸上             | 男子砲丸投                       |
| 銀     | アリソン・フェリックス | 陸上             | 女子200m                         |
| 銀     | シャレーン・フラナガン | 陸上             | 女子10000m                       |
| 銀     | シーナ・トスタ | 陸上             | 女子400mハードル                 |
| 銀     | ジェニファー・スタチンスキ | 陸上             | 女子棒高跳                       |
| 銀     | ハイレアス・ファウンテン | 陸上             | 女子七種競技                     |
| 銀     | マシュー・グレイバーズ | 競泳             | 男子100m背泳ぎ                   |
| 銀     | アーロン・ピアソル | 競泳             | 男子200m背泳ぎ                   |
| 銀     | ダラ・トーレス | 競泳             | 女子50m自由形                    |
| 銀     | ケイティ・ホフ | 競泳             | 女子400m自由形                   |
| 銀     | マーガレット・ホルザー | 競泳             | 女子200m背泳ぎ                   |
| 銀     | レベッカ・ソニ | 競泳             | 女子100m平泳ぎ                   |
| 銀     | クリスティン・マグナソン | 競泳             | 女子100mバタフライ               |
| 銀     | ナタリー・コーグリン ダラ・トーレス カラ・リン・ジョイス レイシー・ナイマイヤー エミリー・シルバー ジュリア・スミット | 競泳             | 女子4×100m自由形リレー           |
| 銀     | ナタリー・コーグリン レベッカ・ソニ クリスティン・マグナソン ダラ・トーレス マーガレット・ホルザー メーガン・ジェンドリック エレイン・ブリーデン カラ・リン・ジョイス | 競泳             | 女子4×100mメドレーリレー         |
| 銀     | メリル・モーゼス ピーター・バレラス ピーター・ハドナット ジェフリー・パワーズ アダム・ライト リック・メルロ レイン・ボービエン トニー・アゼベド ライアン・ベイリー ティム・ハッテン ジェシー・スミス ジェームズ・クラムフォルツ ブランドン・ブルックス | 水球             | 男子                             |
| 銀     | エリザベス・アームストロング ヘザー・ペトリ ブリタニー・ヘイズ ブレンダ・ビラ ローレン・ウェンガー ナタリー・ゴルダ パティ・カーデナス ジェシカ・ステフェンス エルシー・ウィンデス アリソン・グリゴーカ モライア・バンノーマン カミ・クレイグ ジェイム・ヒップ | 水球             | 女子                             |
| 銀     | ミッシェル・ギュレット | ボート           | 女子シングルスカル               |
| 銀     | オガナ・ナマニ ダニエル・スコット タイーバ・ハニーフ リンゼイ・バーグ ステイシー・シコラ ニコル・デービス ヘザー・バウン ジェニファー・ジョインズ キンバリー・グラース ロビン・オーモー＝サントス キム・ウィロビー ローガン・トム | バレーボール     | 女子                             |
| 銀     | ジョナサン・ホートン | 体操             | 男子鉄棒                         |
| 銀     | ショーン・ジョンソン ナスティア・リューキン チェルシー・メンメル サマンサ・ペゼック アリシア・サクラモーン ブリジット・スローン | 体操             | 女子団体総合                     |
| 銀     | ショーン・ジョンソン | 体操             | 女子個人総合                     |
| 銀     | ショーン・ジョンソン | 体操             | 女子床                           |
| 銀     | ナスティア・リューキン | 体操             | 女子段違い平行棒                 |
| 銀     | ナスティア・リューキン | 体操             | 女子平均台                       |
| 銀     | ザク・レイリー | セーリング       | 男女混成フィン級                 |
| 銀     | マイク・デイ | 自転車           | 男子BMX                          |
| 銀     | ジーナ・マイルズ | 馬術             | 総合馬術個人                     |
| 銀     | ティム・モアハウス ジェイソン・ロジャーズ キース・スマート ジェームズ・レイマン・ウィリアムズ | フェンシング     | 男子サーブル団体                 |
| 銀     | エミリー・クロス エリン・スマート ハンナ・トンプソン | フェンシング     | 女子フルーレ団体                 |
| 銀     | サダ・ジェイコブソン | フェンシング     | 女子サーブル個人                 |
| 銀     | ジェシカ・メンドーサ ラビアン・ジュン クリストル・ブストス キャット・オスターマン テイリア・フラワーズ ケリー・クレッチマン モニカ・アボット ヴィクトリア・ガリンドー ケイトリン・ロウ ジェニー・フィンチ アンドレア・デュラン ナターシャ・ワトリー ステイシー・ヌーブマン ローレン・ラピン ローラ・バーグ | ソフトボール     | 女子                             |
| 銀     | マシュー・エモンズ | 射撃             | 男子50mライフル伏射              |
| 銀     | キム・ロード | 射撃             | 女子スキート                     |
| 銀     | マーク・ロペス | テコンドー       | 男子68kg級                       |
| 銅     | ウォルター・ディックス | 陸上             | 男子100m                         |
| 銅     | ウォルター・ディックス | 陸上             | 男子200m                         |
| 銅     | デービッド・ネビル | 陸上             | 男子400m                         |
| 銅     | デビッド・オリバー | 陸上             | 男子110mハードル                 |
| 銅     | バーショーン・ジャクソン | 陸上             | 男子400mハードル                 |
| 銅     | デレク・マイルズ | 陸上             | 男子棒高跳                       |
| 銅     | サーニャ・リチャーズ | 陸上             | 女子400m                         |
| 銅     | チャウント・ロー | 陸上             | 女子走高跳                       |
| 銅     | ジェイソン・レザク | 競泳             | 男子100m自由形                   |
| 銅     | ピーター・バンダーカーイ | 競泳             | 男子200m自由形                   |
| 銅     | ラーセン・ジェンセン | 競泳             | 男子400m自由形                   |
| 銅     | ライアン・ロクテ | 競泳             | 男子200m個人メドレー             |
| 銅     | ライアン・ロクテ | 競泳             | 男子400m個人メドレー             |
| 銅     | ナタリー・コーグリン | 競泳             | 女子100m自由形                   |
| 銅     | マーガレット・ホルザー | 競泳             | 女子100m背泳ぎ                   |
| 銅     | ナタリー・コーグリン | 競泳             | 女子200m個人メドレー             |
| 銅     | ケイティ・ホフ | 競泳             | 女子400m個人メドレー             |
| 銅     | アリソン・シュミット ナタリー・コーグリン キャロライン・バークル ケイティ・ホフ クリスティン・マーシャル キム・バンデンバーグ ジュリア・スミット | 競泳             | 女子4×200m自由形リレー           |
| 銅     | ボブ・ブライアン マイク・ブライアン | テニス           | 男子ダブルス                     |
| 銅     | ボー・フープマン マト・シュノブリッチ ミカー・ボイド ワイアット・アレン ダニエル・ウォルシュ スティーブン・コッポラ ジョシュ・インマン ブライアン・ボルペンハイン マーカス・マケルヘニー | ボート           | 男子エイト                       |
| 銅     | デオンテイ・ワイルダー | ボクシング       | 男子ヘビー級                     |
| 銅     | アレキサンダー・アルテメフ ラズ・バブサ ジョーイ・ハガティ ジョナサン・ホートン ジャスティン・スプリング カイウェン・タン | 体操             | 男子団体総合                     |
| 銅     | ナスティア・リューキン | 体操             | 女子床                           |
| 銅     | アダム・ウィーラー | レスリング       | 男子グレコローマンスタイル96kg級 |
| 銅     | ランディ・ミラー | レスリング       | 女子フリースタイル63kg級         |
| 銅     | リーヴァイ・ライプハイマー | 自転車           | 男子個人タイムトライアル         |
| 銅     | ドニー・ロビンソン | 自転車           | 男子BMX                          |
| 銅     | ジル・キントナー | 自転車           | 女子BMX                          |
| 銅     | ビージー・マッデン | 馬術             | 障害馬術個人                     |
| 銅     | レベッカ・ワード | フェンシング     | 女子サーブル個人                 |
| 銅     | サダ・ジェイコブソン レベッカ・ワード マリエル・ザグニス | フェンシング     | 女子サーブル団体                 |
| 銅     | ロンダ・ラウジー | 柔道             | 女子70kg級                       |
| 銅     | ジェーソン・ターナー | 射撃             | 男子10mエアピストル              |
| 銅     | コーリー・コグデル | 射撃             | 女子トラップ                     |
| 銅     | ジェイソン・ドナルド ジェイソン・ニックス ルー・マーソン ジョン・ゴール マイク・ヘスマン ネイト・シャーホルツ ブランドン・ナイト マシュー・ブラウン ブライアン・バーデン テイラー・ティーガーデン マイク・コプラブ デクスター・ファウラー テリー・ティフィー スティーブン・ストラスバーグ トレバー・ケーヒル ジェイク・アリエータ ケイシー・ウェザース ジェフ・スティーブンス ケビン・ジェプセン ブレット・アンダーソン マット・ラポータ ブライアン・ダンシング ジェレミー・カミングス ブレイン・ニール | 野球             | 男子                             |
| 銅     | スティーブン・ロペス | テコンドー       | 男子80kg級                       |
| 銅     | ダイアナ・ロペス | テコンドー       | 女子57kg級                       |